# Аксёнов, Александр Владимирович
Аксёнов Александр Владимирович (род. 22 февраля 1979) —российский ватерполист Мастер спорта международного класса, полузащитник Динамо Астрахань, Динамо Москва,Синтез Казань, Спартак Волгорад и сборной России

## Биография

### Клубная карьера
- 5ти кратный чемпион России
- 3х кратный обладатьль Кубка России
- 4х кратный серебрянрый призер Чемпионата России
- 5ти кратный бронзовый призер Чемпионата России

### Карьера в сборной
- Чемпион Азиатских игр (2) — 2010, 2014
- Чемпион Азии — 2012
- Участник чемпионата мира —2007, 2011, 2015